# Zotalemimon subpuncticollis
Zotalemimon subpuncticollis är en skalbaggsart som först beskrevs av Stefan von Breuning 1965.  Zotalemimon subpuncticollis ingår i släktet Zotalemimon och familjen långhorningar.
Artens utbredningsområde är Laos. Inga underarter finns listade i Catalogue of Life.